# Viviana en vivo
Viviana en vivo fue un programa de actualidad, política y espectáculo argentino, conducido por la periodista y locutora Viviana Canosa emitido por El Trece desde el 10 de marzo de 2025. El programa finalizó el 31 de julio, debido a que la conductora renunció el día 24 de julio, es decir, una semana antes de la finalización de su contrato con el canal. 
El equipo de panelistas está compuesto por Débora D'Amato, Damián Rojo, "Pampa" Mónaco, Gabriel Levinas, Mariano Roa y Juan Manuel Dragani. En la primera emisión, el invitado fue Jorge Rial.
El 10 de junio, a 3 meses del estreno, el periodista Santiago Riva Roy en el canal de streaming "Bondi", confirmó el supuesto levantamiento del magazín por cuestiones de baja audiencia y por varios de los escándalos que vivió la conductora durante el desarrollo del programa que no agradaron ni al canal ni a la productora. Es por eso, que dicho panelista confirmó el final del ciclo para el mes de julio, porque vuelve el programa de cultura general Los 8 escalones del millón con Pampita en su lugar franja de la tarde desde el lunes 4 de agosto de 2025.
Tras la noticia y confirmación del levantamiento del programa, el próximo 31 de julio, la conductora se ausento los días martes 22 y miércoles 23 del mes mencionado, por cuestiones personales. Finalmente, el mismo miércoles, mediante su cuenta de [X], confirmó su renuncia a su programa, afirmando que el día jueves 24 de julio sería su último programa como presentadora del ciclo. Además, se mostró en disconformidad con la productora y la gerencia de canal ya que utilizaron medidas de cierta 'censura' hacía ella. El programa seguió al aire hasta el 31, con la conducción de reemplazo María Belén Ludueña, conductora que está al frente de Mujeres argentinas, también por eltrece.

## Equipo

### Conducción
- Viviana Canosa (2025)

### Conductores de reemplazo
- María Belén Ludueña (2025)
- El Pollo Álvarez (2025)
- Damián Rojo (2025)

### Panelistas
- Débora D'Amato (2025)
- Damián Rojo (2025)
- "Pampa" Mónaco (2025)
- Gabriel Levinas (2025)
- Mariano Roa (2025)
- Juan Manuel Dragani (2025)
- Virginia Gallardo (2025)
- Héctor Vásquez (2025)
- Ángeles Balbiani (2025)

### Panelistas invitados
- Amalia Granata (2025)
- Matías Lanzi (2025)

### Cronistas
- Matías Lanzi (2025)
- Juan Pablo "Jota" Alagastino (2025)

## Invitados
- En el inicio del programa, la conductora se reencontró con Jorge Rial, luego de 25 años sin verse ni compartir momentos juntos. (Lunes 10/03)
- Traniela (28/03)
- La candidata a diputada, Carolina Papaleo (01/04)
- Martín Bossi (09/04)
- Tras el escándalo judicial que afronta la conductora con Lizy Tagliani, el periodista Lucas Bertero visitó el programa para hablar de ese tema. (16/04)
- Tras el escándalo y la denuncia con su exesposa, Daniela Vera Fontana, el Dr. Roberto Castillo visitó el programa para defenderse y dar su versión  sobre los hechos ocurridos. (18/04)
- Tras ser apuntada como tercera en discordia entre Javier Milei y Amalia 'Yuyito' González, Rosmery 'Oscurita' Muturama se sentó con Viviana a hablar de todo. (30/04)
- Tras sufrir una accidente automovilisto, Flavia Miller habló de todo con Viviana. (02/05)
- El papá de Wanda Nara, Andrés Nara se presentó mediante un móvil, habló con Viviana y terminó apuntando contra Mauro Icardi y María Eugenia Suárez. (Lunes 05 de mayo)
- Tras confirmar una infidelidad de Lourdes Sánchez a su esposo, el productor mediático Pablo Prada, la periodista Fernanda Iglesias dio declaraciones y pruebas del engaño cometido. (El jueves 15 de mayo)
- Tras las últimas novedades de la infidelidad de Diego Brancatelli, su amante Luciana Elbusto confirmó su affaire con el periodista. (El miércoles 14 y jueves 15 de mayo)
- Tras develarse las operaciones mórbidas y desubicadas que realizaba el influencer uruguayo Yao Cabrera, los denunciantes Mariano y Giovanna junto a Jorge Zonzini hablaron del estado de la causa judicial y contaron sus experiencias cuando trabajaron con el influencer y su comunidad youtuber. (26/05)
- Por primera vez tras todo lo ocurrido con su ex marido, Ingrid Grudke habló todo con Viviana. (Lunes 09/06)
- Viviana conoció la casa y la historia de vida de la influencer Agustina Soria, conocida como La Coqueta. (Martes 10/06)
- El periodista Marcelo Longobardi habló con Viviana sobre el gobierno y el estado económico del país. (Miércoles 19/06)
- Tras recibir una injusta demanda de parte de Karina Milei, la hermana del presidente de la Nación; la influencer Jazmín 'La Cuerpo', se confesó mano a mano con Viviana. (Miércoles 02/07)
- Tras hacer público su descontento con el gobierno de Javier Milei, la modelo y emprendedora Pamela Sosa, se expresó en vivo, tras el difícil momento que pasa su pyme. (Jueves 03/07)
- El periodista Gustavo Méndez, habló de la grieta entre Benjamín Vicuña y María Eugenia Suárez y debatieron todo el escándalo con Viviana y equipo. (Martes 08/07)
- Viviana, en vivo, visitó a la influencer Jazmín 'La Cuerpo', que preparó un emprendimiento solidario para niños y jóvenes de su barrio. Móvil en vivo desde Alejandro Korn. (Martes 08/07)

## Audiencia
El ciclo comenzó el lunes 10 de marzo a las 14:45, con un pico de 3.4 (entregado por Mediodía Noticias). En la franja, hasta las 16:30, se mantuvo arriba de los 4 puntos, marcando un pico mayor de 4.8. Finalmente su estreno midió 4.0, garantizandose comodamente el segundo puesto, detrás de su competencia directa, Cortá por Lozano.
Durante marzo y principios de abril, el promedio se mantuvo entre 2 y 3.5 puntos, quedando segundo y hasta a veces, tercero, perdiendo con El diario de Mariana, por América TV.
Entre el 10 y el 20 de abril, el ciclo recibió números mayores a 4.0, y hasta promediando 5.0 y el viernes 18, lideró y ganó su franja.
Desde el 23 de junio, el magazín de Canosa, pasó a emitirse de 14:45 hasta las 16:00, debido a su rating.
Desde mayo a la actualidad, sus números se mantienen entre los 2 y 4 puntos diarios.
El viernes 11 de julio, la conductora del ciclo confirmó que el programa volverá a tener media hora más por decisión de los directivos del canal. Es por eso, que su horario, desde el lunes 14 de julio, pasa a ser de 14:45 hasta las 16:30.